# 나고야 그램퍼스
나고야 그램퍼스(일본어: 名古屋グランパス 나고야 구란파스[*], Nagoya Grampus)는 일본 아이치현 나고야시를 연고로 하는 J1리그 소속 축구팀이다. 팀 이름 "그램퍼스"는 나고야 성의 범고래를 상징한다. 2008년 이전 팀명칭은 나고야 그램퍼스 에이트였고 에이트는 나고야 시 표장에 있는 숫자(八)와 모기업 토요타 자동차의 브랜드를 상징하였으나, 2008년부터 에이트를 제외하고 팀 명칭을 나고야 그램퍼스로 호칭하고 있다.

## 역사
1939년에 토요타 자동차 축구부로 창단했으며, 1991년에 나고야시를 연고지로 토요타 자동차, 주니치 신문 등 나고야 지역 20개 기업이 합자한 나고야 그램퍼스 에이트로 팀 이름을 변경해 J리그에 참가하게 되었다.
J리그 초창기만 해도 JFL팀 코스모석유에게 1994년 천황배 1회전에서 영패를 당하고, 1994년 후기리그 최하위를 기록하는 등 "J리그의 짐"이라 불리는 비웃음의 대상이었으나, 1995년 아르센 벵거 감독과 유고슬라비아 국가대표 출신의 드라간 스토이코비치가 팀에 합류하면서 팀의 성적이 비약적으로 향상해 천황배 우승 2회(1995년, 1999년), 슈퍼컵 우승 1회(1996년)을 기록하게 된다.
2007년, 리그 11위라는 저조한 성적으로 시즌을 마치자 2008년 1월에 팀의 전설인 스토이코비치를 새 감독으로 선임하게 된다. 스토이코비치 감독의 첫 시즌이었던 2008 시즌, 만년 중위권이었던 나고야는 리그 3위라는 좋은 성적을 거두어 2009년 ACL 출전권을 따냈다. 2009년 챔피언스리그에 나선 나고야는 준결승까지 오르는 기염을 토했으나 사우디 아라비아의 알 이티하드에 완패하며 결승 진출에는 실패하였다. 2010 J1리그를 앞두고 일본 대표팀 수비수 툴리오, 호주 대표팀 공격수 케네디 등 전력을 탄탄히 보강하여 시즌에 임하였고 시즌 내내 좋은 성적을 유지하며 리그 종료 4경기를 남겨두고 우승을 확정, 리그 첫 우승을 기록하였다.
2016 시즌 리그 16위를 기록하며, J2리그로 강등이 확정되었다. J2리그 2017 시즌 정규리그 3위를 기록하며, 승격플레이오프에 진출하였다. 준결승에서 6위 제프 유나이티드 지바를 상대로 4:2 승리를 거두었고, 이후 결승에서 4위 아비스파 후쿠오카를 상대로 0:0 무승부를 기록하여 더 높은 순위로 정규리그를 마무리 지은 상태였기 때문에 다음 시즌 J1리그로의 복귀가 확정되었다.

## 우승
- J리그 디비전 1 : 2010년
- 천황배 : 1995년, 1999년
- 후지 제록스 슈퍼컵 : 1996년, 2011년

## 선수

### 현역
참고: FIFA 자격 규정에 따라 소속된 국가대표팀 국기를 표시합니다. 선수는 복수의 FIFA 비회원국 국적을 가지고 있을 수 있습니다.
| 번호 | 포지션 | 국적 | 이름        |
| ---- | ------ | ---- | ----------- |
| 1    | GK     |      | 미첼 랑거락 |
| 3    | DF     |      | 하창래      |
| 10   | DF     |      | 패트릭      |

| 번호 | 포지션 | 국적 | 이름        |
| ---- | ------ | ---- | ----------- |
| 77   | FW     |      | 카스퍼 주커 |

## 역대 감독
| 감독                | 임기      |
| ------------------- | --------- |
| 아르센 벵거         | 1995~1996 |
| 조세 코스타         | 1996      |
| 카를루스 케이로스   | 1996~1997 |
| 네우시뉴 바프치스타 | 2003~2005 |
| 드라간 스토이코비치 | 2008~2013 |
| 보슈코 주로프스키   | 2016~2017 |
| 마시모 피가덴티     | 2021      |
| 하세가와 켄타       | 2022 ~    |